# Sandbakken
Sandbakken är en kulle i Antarktis. Den ligger i Östantarktis. Norge gör anspråk på området. Toppen på Sandbakken är 1 498 meter över havet.
Terrängen runt Sandbakken är kuperad åt nordost, men åt sydväst är den platt. Trakten är obefolkad. Det finns inga samhällen i närheten. 